# Landsadvocaat

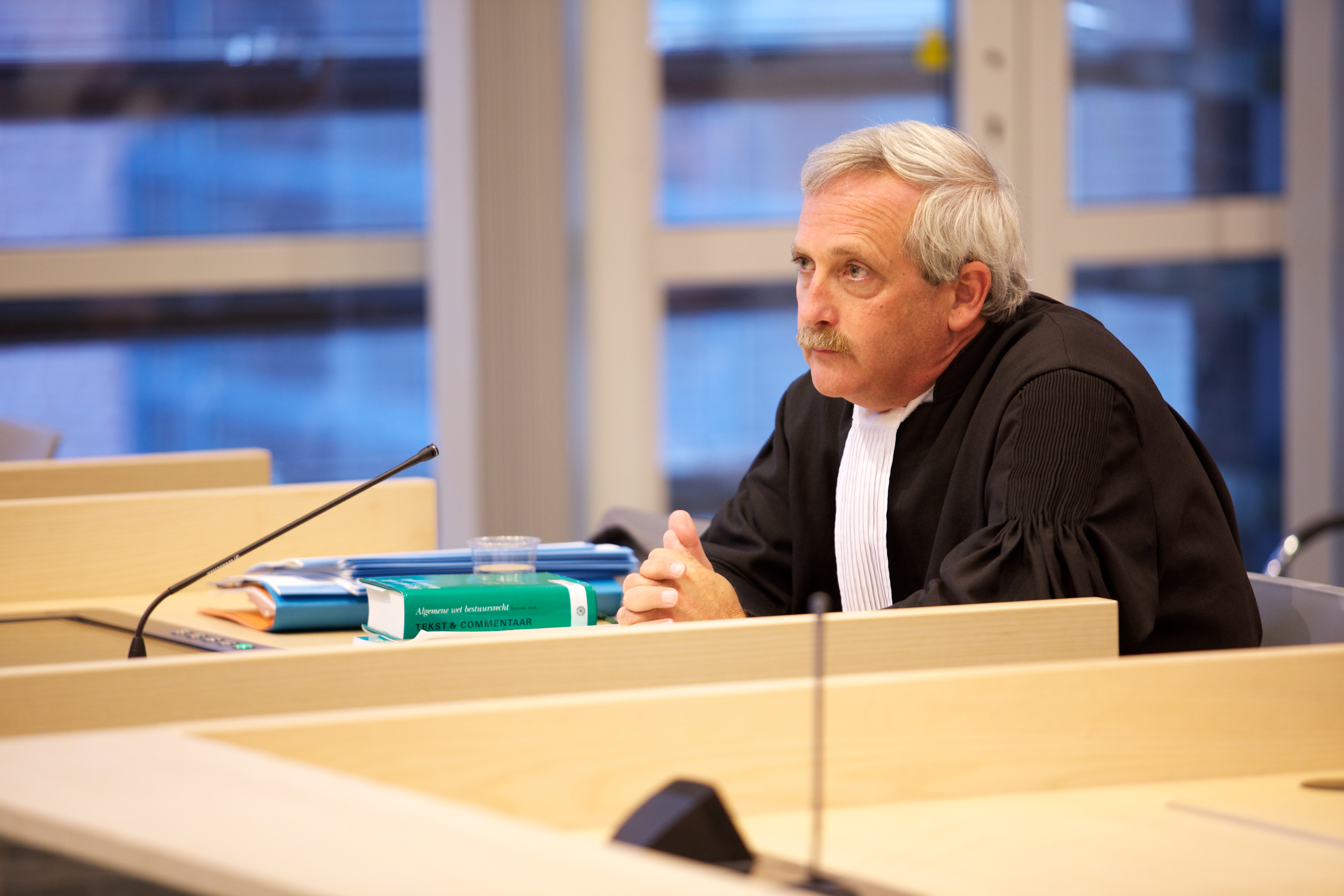
Plaatsvervangend landsadvocaat Eric Daalder bij de rechtbank te Utrecht

De landsadvocaat staat de Staat der Nederlanden bij in juridische procedures. Hij is geen ambtenaar maar een zelfstandig advocaat die de titel krijgt door middel van een klein koninklijk besluit. Sinds 1 september 2018 is Reimer Veldhuis landsadvocaat. Alle landsadvocaten sinds 1969 zijn partner geweest bij advocatenkantoor Pels Rijcken & Droogleever Fortuijn.  
Het kantoor van de landsadvocaat behandelt geen zaken tegen de Staat en geeft aan andere cliënten geen adviezen waardoor de belangen van de Staat direct of indirect zouden kunnen worden geschaad. Dit slaat echter niet speciaal op de landsadvocaat, want in het algemeen gesproken is elke advocaat voor wat betreft zijn vaste cliënten aan dit uitgangspunt gebonden, zolang dat niet de wettelijk verplichte onafhankelijkheid of integriteit van de betreffende advocaat in gevaar brengt.
De verplichtingen die gelden voor de landsadvocaat gelden ook voor zijn kantoorgenoten. Gezamenlijk behandelen ze jaarlijks meer dan duizend zaken voor de Staat. Daarnaast werken de advocaten van Pels Rijcken ook voor andere cliënten, al is het merendeel van de omzet in overheidsopdracht.

## Geschiedenis van de landsadvocatuur

### Landsadvocaat en raadspensionaris tot de Franse tijd
De landsadvocaat vindt zijn oorsprong in het begin van de veertiende eeuw. Een aantal steden in de Nederlanden ging ertoe over om voor het opstellen van plakkaten en brieven de hulp in te roepen van een vaste advocaat. Het was ook bij het onderhouden van contacten en onderhandelen met vreemde mogendheden noodzakelijk om deze advocaat in te schakelen aangezien advocaten het Latijn beheersten, vaak de onderlinge voertaal bij buitenlandse betrekkingen.
Later werd de titel raadpensionaris ingevoerd voor de uitoefening van de werkzaamheden. Deze titel is afgeleid van het woord pensio (honorarium) dat zij voor hun diensten ontvingen. Later voorzagen ook de provincies zich van de bijstand van een vaste advocaat. In de Staten van Holland werd deze 'advocaat van den lande' genoemd.
De eerste bekende 'advocaat van den lande' was Barthout van Assendelft (1480-1489). Johan van Oldenbarnevelt (1547-1619) is waarschijnlijk de bekendste landsadvocaat die de belangen van de Staten van Holland behartigde in de tijd van stadhouder Maurits van Nassau, hij was de laatste 'advocaat van den lande'. Hierna zijn de functies van raadpensionaris en landsadvocaat gescheiden.
Landsadvocaten bleven tot de napoleontische tijd functioneren. Napoleon Bonaparte installeerde in 1805 Rutger Jan Schimmelpenninck als raadpensionaris om hem vervolgens in 1806 te dwingen af te treden toen Napoleon het vertrouwen in de Bataafse Republiek verloor. 

### De landsadvocatuur sinds 1814
Na het herstel van de onafhankelijkheid werden in 1814 opnieuw twee landsadvocaten benoemd. De taak van de landsadvocaten is in 1837 uitgebreid. Zij dienden voor alle departementen werkzaam te zijn. Met ingang van 1879 werd het aantal landsadvocaten teruggebracht tot één en werd voorzien in plaatsvervangende landsadvocaten door middel van het Koninklijk besluit van 1 augustus 1879 nr. 26.
De landsadvocaat functioneerde tot 1965 onder het ministerie van Financiën, sindsdien functioneert hij onder het ministerie van Justitie.
Sinds de fusie van het kantoor van toenmalig landsadvocaat Eduard Droogleever Fortuijn met dat van Leonard Pels Rijcken in 1969 is de landsadvocatuur bij het kantoor Pels Rijcken & Droogleever Fortuijn gebleven. Landsadvocaten Korthals Altes, De Wijckerslooth, Houtzagers en Veldhuis waren of zijn allen partner bij dat kantoor. De landsadvocaat wordt bijgestaan door een of meer plaatsvervangende landsadvocaten, werkzaam bij hetzelfde kantoor; de huidige plv. landsadvocaat is Cécile Bitter. In het verleden waren onder andere Geb Scholten, Hanno van der Does en Eric Daalder plaatsvervangend landsadvocaat.
| Ambtsperiode | Naam                                     |
| ------------ | ---------------------------------------- |
| 1814–1823    | J.F. van der Meersch                     |
| 1814–1837    | P.I. de Fremery                          |
| 1837–1863    | J.C. Faber van Riemsdijk                 |
| 1863–1878    | A. de Pinto                              |
| 1863–1888    | G.M. van der Linden                      |
| 1888–1917    | W. Thorbecke                             |
| 1917–1936    | J.H. Telders                             |
| 1936–1965    | Jhr. G.W. van der Does                   |
| 1965–1981    | E. Droogleever Fortuijn                  |
| 1981–1987    | E. Korthals Altes                        |
| 1987–1999    | Jhr. J.L. de Wijkerslooth de Weerdesteyn |
| 1999–2018    | G.J.H. Houtzagers                        |
| 2018–heden   | R.W. Veldhuis                            |

## Huidige situatie
Het Besluit vaststelling nieuwe regeling landsadvocatuur bepaalt: 

Aan de advocaat, die geregeld voor de Staat als zodanig optreedt kunnen Wij de titel van landsadvocaat verlenen. Wij kunnen te allen tijde de verlening van deze titel intrekken.

De minister van Justitie kan, na overleg met de landsadvocaat, aan andere advocaten de titel van plaatsvervangend landsadvocaat verlenen. Zo is bijvoorbeeld Cécile Bitter plaatsvervangend landsadvocaat.
Er wordt geen onderscheid gemaakt tussen de landsadvocaat en andere advocaten op het gebied van bevoegdheden. Landsadvocaten zijn advocaten, geen bestuurders, ambtenaren of politiek adviseurs. Het maken van beleidskeuzen, de uitvoering van bestuurstaken behoort niet tot hun werkzaamheden. De keuzes worden gemaakt door de verantwoordelijken bij de overheid, de landsadvocaat voorziet alleen in juridisch advies in de ontwerpprocedure of bij rechtszaken achteraf.
Doordat de landsadvocaat geen ambtenaar is of deel uitmaakt van de overheid, is een beroep op de Wet openbaarheid van bestuur niet mogelijk om overheidsstukken die in het bezit zijn van de landsadvocaat openbaar te krijgen. Dit kan alleen als de Staat specifiek opdracht geeft om dit te doen en aangeeft om welke stukken het gaat.  
De landsadvocaat moet niet met de rijksadvocaat worden verward, die voor de Belastingdienst in civiele rechtszaken optreedt.

## Actueel
Als gevolg van miljoenenfraude door Pels Rijcken die in 2020 aan het licht kwam, werd in navolging van een advies van 19 oktober 2021 het lopende contract met het kantoor van de landsadvocaat ontbonden en vervangen door een nieuwe overeenkomst op 16 mei 2022 door de minister van Justitie en Veiligheid en stelde zij een Commissie advocatendiensten aan de Staat onder leiding van Jos Silvis in die de toekomst van de landsadvocatuur moest onderzoeken.